# Применение химического оружия в Думе
Применение химического оружия в Думе — инцидент с возможным применением химического оружия 7 апреля 2018 года в городе Дума вблизи Дамаска (Сирия). По некоторым сообщениям, в результате атаки погибло не менее 70 жителей.
По сообщениям российской стороны, озвученными неоднократно до инцидента вплоть до 6 апреля, террористами готовилась провокация с применением отравляющих химических веществ.
Некоторые западные СМИ утверждали, что атака была совершена правительственными силами Сирии. После инцидента представители США, Великобритании и Франции обвинили в произошедшем инциденте сирийское правительство, а в ночь с 13 на 14 апреля вооружёнными силами этих стран был нанесён авиаудар.

## Предыстория
Дума — город в восточной Гуте. Во время гражданской войны долгое время находился в руках оппозиции. В феврале 2018 года в Восточной Гуте началось наступление правительственных войск. К концу марта большая часть боевиков и их семей из городов Восточной Гуты согласились на переговоры и были отправлены в провинцию Идлиб. Боевики в городе Дума отказались от насильственного перемещения из города. Переговоры затянулись, но вскоре было достигнуто соглашение.
Согласно отчётам Human Rights Watch, зафиксировано 85 инцидентов применения химического оружия в Сирии начиная с 2012 года[значимость факта?].
За день до происшествия, 6 апреля, российские власти заявляли, что члены «Фронт ан-Нусра» и «Сирийская свободная армия» готовят в подконтрольных им районах атаки с применением хлора. Ещё раньше похожее заявление делал президент РФ Владимир Путин. Агентство ТАСС сообщало о предположительно готовящейся повстанцами «инсценировке с применением отравляющих веществ», направленной на то, чтобы «сфабриковать обвинения в адрес сирийской армии».

## Сообщения об атаке
О химической атаке в контролируемом группировкой Джейш аль-Ислам сирийском городе Дума сообщили 7 апреля сразу несколько неправительственных организаций[каких?], включая сирийскую гуманитарную организацию «Белые каски». Глава «Белых касок» Раид ас-Салех заявил, что в результате атаки задохнулись 70 человек, а ещё несколько сотен находятся в критическом состоянии. По его версии, бомбу с зарином сбросил вертолёт сирийских ВВС. В ряде других сообщений[каких?] также говорилось о применении бомбы с хлором. Неправительственные организации, поддерживающие сирийскую оппозицию, разместили в Интернете[где?] фото- и видеоматериалы, которыми они подтверждают факт химической атаки.
Всемирная организация здравоохранения (ВОЗ) заявила, что сотрудничающие с ней «партнёры в сфере здравоохранения» сообщили о том, что погибло более 70 человек, причём у 43 погибших смерть наступила в результате развития симптомов, аналогичных симптомам отравления высокотоксичными химическими веществами, около 500 человек были доставлены в учреждения здравоохранения с признаками и симптомами, характерными для отравления токсичными химическими веществами. В частности, у пострадавших было отмечено сильное раздражение слизистых оболочек, нарушение дыхания и работы центральной нервной системы. Тарик Язаревич, официальный представитель ВОЗ, заявил 10 апреля 2018, что организация не имеет доступа в город Дума и не может подтвердить информацию о применении там химического оружия.

## Расследования

### Препятствия при расследовании
Министерство иностранных дел Сирии 16 апреля сообщило, что миссия ОЗХО (Организация по запрещению химического оружия) приступила к работе в городе Дума. Инспекторы ОЗХО смогли посетить Думу лишь 21 апреля. Сирийские и российские военные, контролировавшие город, две недели не допускали в него инспекторов. Британские и американские представители в ОЗХО обвинили Россию в препятствовании работе миссии. Как сообщил представитель Швеции, Дамаск и Москва объяснили недопуск экспертов в Думу опасениями об их безопасности.
Заместитель министра иностранных дел РФ Сергей Рябков объяснил задержку[какую?] тем, что «Департамент безопасности Секретариата ООН не даёт согласия на выезд экспертов ОЗХО на место предполагаемого происшествия». Представитель Великобритании в ОЗХО Питер Уилсон заявил, что ООН согласовала отправку инспекторов, но они не попали в Думу, потому что Сирия и Россия не смогли гарантировать их безопасность.
Представитель США в ОЗХО Кеннет Уорд заявил, что Россия, возможно, уничтожает доказательства на месте предполагаемой химической атаки. Министр иностранных дел России Сергей Лавров в интервью Би-би-си категорически отверг это.

### Расследование согласно российским СМИ
9 апреля 2018 в российском Центре по примирению враждующих сторон в Сирии российские специалисты объявили о том, что военные врачи Центра по примирению враждующих сторон посетили медицинское учреждение Думы и не обнаружили у находящихся на излечении там признаков химического отравления или воздействия отравляющих веществ.
17 апреля российский государственный телеканал «Звезда» сообщил, что российские военные обнаружили в городе Дума лабораторию боевиков по созданию химоружия и секретный склад, где они хранили компоненты для него. На нём были обнаружены такие же баллоны, как и на видеокадрах с последствиями предполагаемой химической атаки.
Как сообщило 9 апреля 2018 российское агентство «RT», врачи больницы в Думе также опровергли данные о поступлении больных с признаками химического отравления.
Очевидец событий врач Халиль аль-Джейш заявил об отсутствии у пациентов симптомов применения химоружия. Халиль аль-Джейш отметил, что в тот день, 7 апреля 2018, работал в отделении неотложной помощи и принимал больных и пострадавших в результате боевых действий. Вот его слова: «В районе семи вечера к нам стали поступать пациенты с признаками удушья, около 15 человек, они надышались дымом и пылью. Их симптомы были связаны с трудностью дыхания, никаких других симптомов у них не было. Это произошло в результате бомбардировки». Он также рассказал, что потом пришёл «человек из „Белых касок“ и стал кричать» о якобы применении химоружия.

### Расследование согласно западноевропейским и американским СМИ
13 апреля 2018, представитель министерства обороны России, генерал Игорь Конашенков, обвинил в Британию в постановке данной химической атаки, также в постановке изображений жертв атаки, на что представитель Британии в ООН, Карен Пирс отреагировала, назвав заявление России «откровенной ложью».
14 апреля NBC News сообщили о том, что в распоряжении США оказались образцы крови и мочи, взятые у пострадавших во время предполагаемой химической атаки в Думе. В этих анализах обнаружили хлор и нервно-паралитическое отравляющее вещество.
По данным CBC News на 16 апреля, их корреспондент опросил одного из жителей Думы, и тот сообщил со слов его соседа, что «внезапно вокруг появился газ, … мы не могли дышать, а запах был как у хлора».
Журналисты американского телеканала One America News Network посетили город в сопровождении представителей сирийских властей, и 16 апреля они сообщили, что после осмотра места предполагаемого инцидента радиусом около сотни метров и опроса 30—40 местных жителей, которые должны были быть очень близко к месту предполагаемой атаки, они не нашли признаков химической атаки или сведений о ней. По сообщению телеканала, журналисты нашли находящуюся рядом больницу и опросили её медперсонал, и доктора рассказали, что 7 апреля был обычный и не отличающийся от других дней. Однако, по их словам, в больницу ворвались неизвестные люди с «жертвами», снимая все на видео, и эти люди кричали о химической атаке. Далее они ушли и на этом событие закончилось. Журналисты общались также с главным хирургом больницы, который подтвердил, что в больницу не поступало пострадавших с признаками химических отравлений. Люди, с которыми смог пообщаться корреспондент телеканала Пирсон Шарп (Pearson Sharp), также сказали ему, что «они очень благодарны президенту Асаду, что Асад освободил город; они полностью поддерживают президента Асада». Спустя год, 4 мая 2019, новостное агентство «Дейли бист» (англ. The Daily Beast) обвинило данный телеканал в том, что он является инструментом, который использует Россия для дезинформации, после того как телеканал подготовил ещё один репортаж об организации «Белые каски» в Сирии, которые якобы сами создавали постановочные химические атаки в Сирии.
Международная экспертно-журналистская группа Bellingcat, проанализировав видео и фотоматериалы из Сирии, заявила 12 апреля 2018, что применение химического оружия в Думе является крайне вероятным. Однако в Bellingcat поставили под сомнения достоверность сообщений о применении в Думе зарина.
Ближневосточный корреспондент The Independent Роберт Фиск посетил сирийскую клинику Думы, беседовал с местными жителями и с одним из докторов — 58-летним Ассимом Рахаибани (англ. Assim Rahaibani). 16 апреля Роберт Фиск сообщил, что врач подтвердил, что это настоящее видео и оно было снято на указанном месте. Однако при этом Ассим Рахаибани сказал, что на этом видео показаны люди, страдающие от гипоксии, вызванной не отравлением газом, а пылью, поднявшейся из-за артобстрела и разнесённой сильным ветром. Роберт Фиск общался с множеством других жителей, и по его сообщению, никто из опрошенных никогда не верил в «газовые истории».

### Расследование ОЗХО
Согласно предварительному докладу ОЗХО, опубликованному 6 июля 2018, при атаке в сирийском городе Дума 7 апреля 2018 года применялся хлор: различные следы химических органических веществ содержащие хлор, вместе с остатками взрывных веществ, найдены в образцах, взятых в двух местах. Следов нервно-паралитических веществ обнаружено не было. Рейтер уточнил, что образцы для исследования были взяты с газовых баллонов, найденных на месте происшествия.
В марте 2019 года ОЗХО подготовила окончательный доклад, в котором утверждается, что в апреле 2018 года во время химической атаки в сирийском городе Дума использовался токсичный химикат, содержащий реактивный хлор. Миссия ОЗХО по установлению фактов работала с показаниями свидетелей, результатами анализов проб с места атаки и другими данными.
25 ноября 2019 года, генеральный директор ОЗХО Фернандо Ариас, открывая 24-ю сессию конференции государств-участников ОЗХО в Гааге, заявил об результатах изучения материалов, собранных миссией ОЗХО по установлению фактов применения химоружия в Сирии (МУФС): «МУФС продолжает свою работу в отношении утверждений о применении химического оружия в Сирии, и 1 марта 2019 года был опубликован первый доклад по вопросу инцидента с токсичными химикатами и их использования в качестве оружия в Думе 7 апреля 2018 года. Оценка и анализ всей информации, собранной МУФС, позволяет заключить, что применение токсичного химиката в качестве оружия имело место».

### Противоречия доклада ОЗХО
В конце ноября 2019 года WikiLeaks опубликовал письмо одного из сотрудников миссии ОЗХО в Сирии главе организации Роберту Фэйрвезеру, в котором говорилось, что доклад о расследовании в Думе был отредактирован. В частности, из него убрали упоминание, что миссия не нашла достаточно подтверждений того, что в обнаруженных на месте «атаки» баллонах было отравляющее вещество, замечания комиссии по поводу симптомов пострадавших, которые отличались от тех, что бывают при химическом отравлении, а также фрагмент, в котором рассказывалось о расположении баллонов на месте происшествия.
Позже в общий доступ попал документ с инженерной оценкой эксперта ОЗХО Иэна Хендерсона. В нём отмечено, что наблюдения, сделанные в двух местах происшествия, позволяют предположить, что баллоны не сбросили с воздуха, а положили. Кроме того, группа специалистов во главе с Хендерсоном провела несколько тестов, имитирующих ситуацию, и пришла к выводу, что в одном случае следы от предполагаемого удара баллона не совпадают с повреждением бетонной крыши, а во втором — что клапан баллона остался нетронутым, хотя это невозможно после того, как он пролетел через перекрытия потолка.
21 января 2020 года бывший инспектор Организации по запрещению химического оружия Ян (Иэн) Хендерсон заявил, что доклад ОЗХО об инциденте в Думе, представленный в июле 2018 года, был противоречивым и «выводы в итоговом докладе противоречили или были полностью противоположны тому, что выяснила группа во время и после поездки в Думу». По его словам, химатаки в городе Дума не было. В тот же день Россия на заседании Совбеза ООН, посвящённом обсуждению доклада ОЗХО об итогах расследования инцидента в Думе в 2018 году, представила доказательства фальсификации применения химоружия.

### Доклад ОЗХО 2023 года
В январе 2023 года ОЗХО опубликовало новый доклад, возлагающий вину за инцидент на сирийские правительственные силы.

## Предположения о фальсификации видеоролика о химатаке
16 апреля 2018 года, ОЗХО провела в Гааге брифинг, где опросила свидетелей.
26 апреля 2018, постоянные представительства России и Сирии при ОЗХО пригласили 17 участников этого видеоролика на брифинг в Гааге для членов организации ОЗХО, где сирийцы рассказали новые подробности этого дела.
Согласно российским новостным агентствам, сирийские очевидцы, которые якобы подверглись химической атаке в Сирии 7 апреля, сказали, что это была фальсификация.
Среди приглашённых была семья с тремя детьми, средний из которых, 11-летний мальчик Хасан Диаб, рассказал о том, как его поливали водой после предполагаемой «химатаки».
В феврале 2019 года продюсер BBC по Сирии Риам Далати заявил, что видеоролик является постановочным. «Атака была, зарин не использовался, но мы должны дождаться, когда ОЗХО подтвердит, использовался хлор или нет. Однако все остальное вокруг атаки было сфабриковано для максимального эффекта.» — заявил Риам Далати.

## Реакция и последствия
Президент США Дональд Трамп заявил, что в ответ на химическую атаку собирается нанести удар по сирийской армии. Президент Франции Эмманюэль Макрон, ранее заявлявший, что в случае применения сирийским правительством химического оружия Франция нанесёт удар по химическим объектам, поддержал США. Премьер-министр Великобритании Тереза Мэй сказала, что прежде чем принять решение об ударе, ей нужно больше доказательств.
Сирийские государственные СМИ заявили, что сообщения о химической атаке выдуманы мятежниками, которые осознают неизбежность своего поражения и пытаются помешать продвижению правительственных войск.
Начальник российского Центра по примирению враждующих сторон в Сирии генерал-майор Юрий Евтушенко категорически отверг использование сирийской армией химического оружия против повстанцев в Восточной Гуте. 14 апреля президент России Владимир Путин заявил, что США использовали инсценировку применения отравляющих веществ против гражданского населения, чтобы нанести удар по Сирии. По утверждению его пресс-службы, на месте инцидента побывали российские военные эксперты, и они не обнаружили следов применения хлора или другого отравляющего вещества, а также не нашли местных жителей, которые бы подтвердили факт химической атаки.
Представитель США при ОЗХО Кеннет Уорд заявил, что продолжая покрывать использование Башаром Асадом химического оружия, Российская Федерация не только стала его моральным сообщником, но и предала международную Конвенцию о запрещении химического оружия и Резолюцию 2118 Совета Безопасности ООН..
Совет безопасности ООН 9 апреля провёл экстренное заседание для обсуждения предполагаемой химической атаки в Думе. На голосовании в Совете безопасности ООН Россия, применив право вето, заблокировала принятие резолюции, предложенной США. Против этого проекта также проголосовала Боливия. Постоянный представитель КНР воздержался. 12 голосов участников Совета были поданы «за». Позднее Совет отклонил и российский проект резолюции. За него голосовали представители шести государств, против — семь, ещё двое воздержались.

### Военные удары
В ночь с 13 на 14 апреля США, Франция и Великобритания нанесли удары по Сирии. Удару подверглись Исследовательский центр в Дамаске, предположительно, связанный с производством химического и биологического оружия, и два склада с химическим оружием в провинции Хомс. Согласно данным Министерства обороны России удару подверглись шесть военных аэродромов (четыре из которых не пострадали). А также объекты в районе населённых пунктов Барз и Джарамани, предположительно относящиеся к так называемой «военной химической программе» Дамаска, которые давно не используются, людей и оборудования на них не было. В нападении использовались ракеты «Томагавк», 4 американских корабля, два из которых базируются в Красном море, один в Персидском заливе и ещё один в Средиземном море, американские бомбардировщики B-1, с которых был выполнен запуск крылатых ракет воздушного базирования, 4 британских самолёта Tornado с авиабазы Акротири, нанёсшие удары в провинции Хомс, один французский фрегат в Средиземном море, и несколько французских самолётов Mirage и Rafale. Сирийское телевидение сообщило, что сирийская ПВО отреагировала на атаку и сбила 13 ракет. По утверждению Генштаба РФ сбита 71 ракета из 103. По заявлению Пентагона, сирийские ПВО выпустили 40 ракет класса «земля-воздух», ни один самолёт и ни одна крылатая ракета не были перехвачены.